# Львов, Владислав Павлович
Владисла́в Па́влович Львов (1812—1882) — архитектор, академик и профессор архитектуры Императорской Академии художеств. Тайный советник и кавалер.

## Биография
Вольноприходящий ученик Императорской Академии художеств, которую окончил в 1832 году со званием свободного художника. Был признан «назначенным в академики» за «проект университета» (1844). Избран в академики (1845) за «проект инвалидного дома на 25 человек в память какого-либо события». Присвоено звание профессора (1858) за «проект казармы с конюшнями для одного эскадрона».
Состоял архитектором в Вологде (1832—1838). Архитектор Департамента Военных поселений (1840—1857), Императорского человеколюбивого общества (с 1854), старший архитектор Главного инженерного управления в Петербурге (1857—1882), директор Санкт-Петербургского тюремного комитета (с 1865), сверхштатный член Технико-строительного комитета Министерства внутренних дел (1871—1882).
Среди основных построек в Петербурге: церковь св. Екатерины при женской богадельне Е. В. Салтыковой (1846—1850), казармы 1-го батальона лейб-гвардии Преображенского полка (1853—1857), здание военной тюрьмы (образцовый проект, построена Г. С. Войницким, 1874—1876), дом Спасо-Преображенского собора (Артиллерийская, 6, 1877). Строил доходные дома в Петербурге (1850—1870-е).
Похоронен на кладбище Новодевичьего монастыря в Санкт-Петербурге с женой Любовью Александровной (01.06.1819 — 06.09.1902).

### Известные проекты
Известными постройками архитектора В. П. Львова в Санкт-Петербурге являются:
- Доходный дом. Жуковского ул., 22 (1852)[6]
- Дом призрения малолетних бедных Императорского Человеколюбивого общества (расширение и перестройка). Лиговский пр., 26 (1852—1853)[7]
- Манеж и конюшни лейб-гвардии Гренадерского полка (перестройка). Загородный пр., 35 (1856—1861)[8]
- Казармы лейб-гвардии Преображенского полка. Миллионная ул., 33 (1853—1857)[9]
- Доходный дом. Достоевского ул., 12 (1858)[10]
- Особняк И. А. Апраксина (перестройка). Литейный пр., 10 (1858)[11]
- Дом В. П. Базилевской (перестройка). Захарьевская ул., 10 (1859)[12]
- Комплекс военной тюрьмы одиночного заключения Морского ведомства. Академика Лебедева ул., 39 (1869)[13]
- Доходный дом А. Я. Качке (надстройка). Большая Московская ул., 5 (1871)[14]
- Дом купцов Мартыновых (расширение). Троицкий пр., 7; Лермонтовский пр., 36 (1873)[15]
- Дом причта Спасо-Преображенского всей гвардии собора. Рылеева ул., 3 (1877)[16]
- Дом Общества вспоможения бедным Спасо-Преображенского собора. Артиллерийская ул., 6 (1877—1878)[17]